# 존 윌리엄스 (기타 연주자)

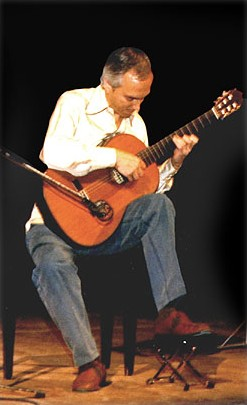

존 크리스토퍼 윌리엄스(John Christopher Williams, 1941년 4월 24일 ~ )는 오스트레일리아 출신의 클래식 기타 연주자다. 영국인 아버지와 중국 영국 혼혈인 어머니 사이에서 태어났다. 멜버른에서 태어나 아버지의 출신지인 영국으로 이주했다.